# 紀元前150年
紀元前150年（きげんぜん150ねん）は、ローマ暦の年である。

## 他の紀年法
- 干支 : 辛卯
- 日本
  - 開化天皇8年
  - 皇紀511年
- 中国
  - 前漢 : 景帝7年
- 朝鮮
  - 檀紀2184年
- 仏滅紀元 : 395年
- ユダヤ暦 : 3611年 - 3612年

## できごと

### カルタゴ
- スキピオ・アエミリアヌスは、祖父のスキピオ・アフリカヌスと親しかったヌミディア王マシニッサからゾウを受け取るため、ルキウス・リキニウス・ルクッルスによってヌマディアに遣わされた。その途中、彼はヌミディアとカルタゴの戦闘に遭遇した。カルタゴからは、調停を依頼されたが、交渉は不調に終わった。

### ローマ
- 元老院は、ローマ帝国の同意なしに近隣国と開戦したカルタゴの決定に遺憾の意を示した。ケンソルのマルクス・ポルキウス・カトー・ケンソリウスは、カルタゴを破壊することを主張し、元老院は軍を集める命令を下した。

### セレウコス朝
- アンティオコス4世の息子であると自称し、セレウコス朝の王位を狙うアレクサンドロス・バラスは、王のデメトリオス1世を殺害した。ローマ元老院は、ペルガモン王国のアッタロス2世、エジプトのプトレマイオス6世とともにバラスを支援し、バラスはセレウコス朝の王位に就いた。デメトリオス1世の息子デメトリオス2世は、クレタ島に亡命した。
- セレウコス朝の新王アレクサンドロス・バラスは、プトレマイオス6世の娘クレオパトラ・テアと結婚した。

### 小アジア
- ビテュニア王プルシアス2世の息子ニコメデス2世はローマに派遣され、父がペルガモン王国に敗れた戦争の補償金を少なくするためにローマ元老院の支援を得ることを要請した。プルシアス2世は、ニコメデス2世を暗殺する秘密の使命を持った密使を送ったが、密使はニコメデス2世に使命をばらし、父親に反逆することを促した。
- ミトリダテス5世は、伯父ミトリダテス4世の後を継いで、ポントス国王になった。彼はローマ帝国との同盟を継続する戦略を取った。

### ヒスパニア
- プラエトルのセルウィウス・スルピキウス・ガルバに率いられたローマ軍は、ヒスパニアでの戦いでルシタニア人を破った。その後彼は、敗れたルシタニアの反逆者との約束を反故にし、平和交渉の最中に9000人を虐殺した。後には、2万人のルシタニア人が奴隷としてガリアに売却された。

### 中国
- 景帝は劉栄を廃嫡して臨江王に封じ、弟の劉徹を太子とした。

### 芸術
- Hellenistic Rulerの像の制作が開始され、10年後に完成した。この像は、現在はローマのローマ国立博物館に収蔵されている。
- ミロのヴィーナスの制作が開始され、25年後に完成した。この像は1820年に発見され、現在はパリのルーヴル美術館に収蔵されている。
- インドのマディヤ・プラデーシュ州サーンチーで大ストゥーパの拡張が開始された。この事業には100年を要した。

## 死去
- デメトリオス1世 - セレウコス朝の王（* 紀元前187年）
- ミトリダテス4世 - ポントスの王